# Nokia N86 8MP
Il Nokia N86 8MP è un modello slide-up di telefono cellulare prodotto dall'azienda finlandese Nokia e messo in commercio nel 2009. Fu distribuito in due differenti colori: bianco e nero.

## Caratteristiche
- Dimensioni: 103,4 x 51,4 x 16,5 mm
- Massa: 149 g
- Risoluzione display: 240 x 320 pixel a 16 777 216 colori
- Durata batteria in conversazione: 6 ore
- Durata batteria in standby: 312 ore (13 giorni)
- Memoria: 8 GB espandibile con MicroSD
- Fotocamera: 8.0 megapixel
- Bluetooth